# 国民议会厅
国民议会厅（孟加拉語： Jatiyô Sôngsôd Bhôbôn；英语：Jatiya Sangsad Bhaban）是孟加拉国国民议会的所在地，位于孟加拉国首都达卡。该建筑由爱沙尼亚裔犹太人美国建筑师路易·康设计，当时该国还是巴基斯坦的一部分。这是世界上最大的立法建筑群之一，占地81万平方米。
这座建筑在2003年的电影《我的建筑师》中占据显著位置，详细介绍了其建筑师路易·康的职业生涯和家族遗产。《路易一世·卡恩》一书的作者罗伯特·麦卡特尔将孟加拉国国民议会描述为二十世纪最重要的建筑之一。

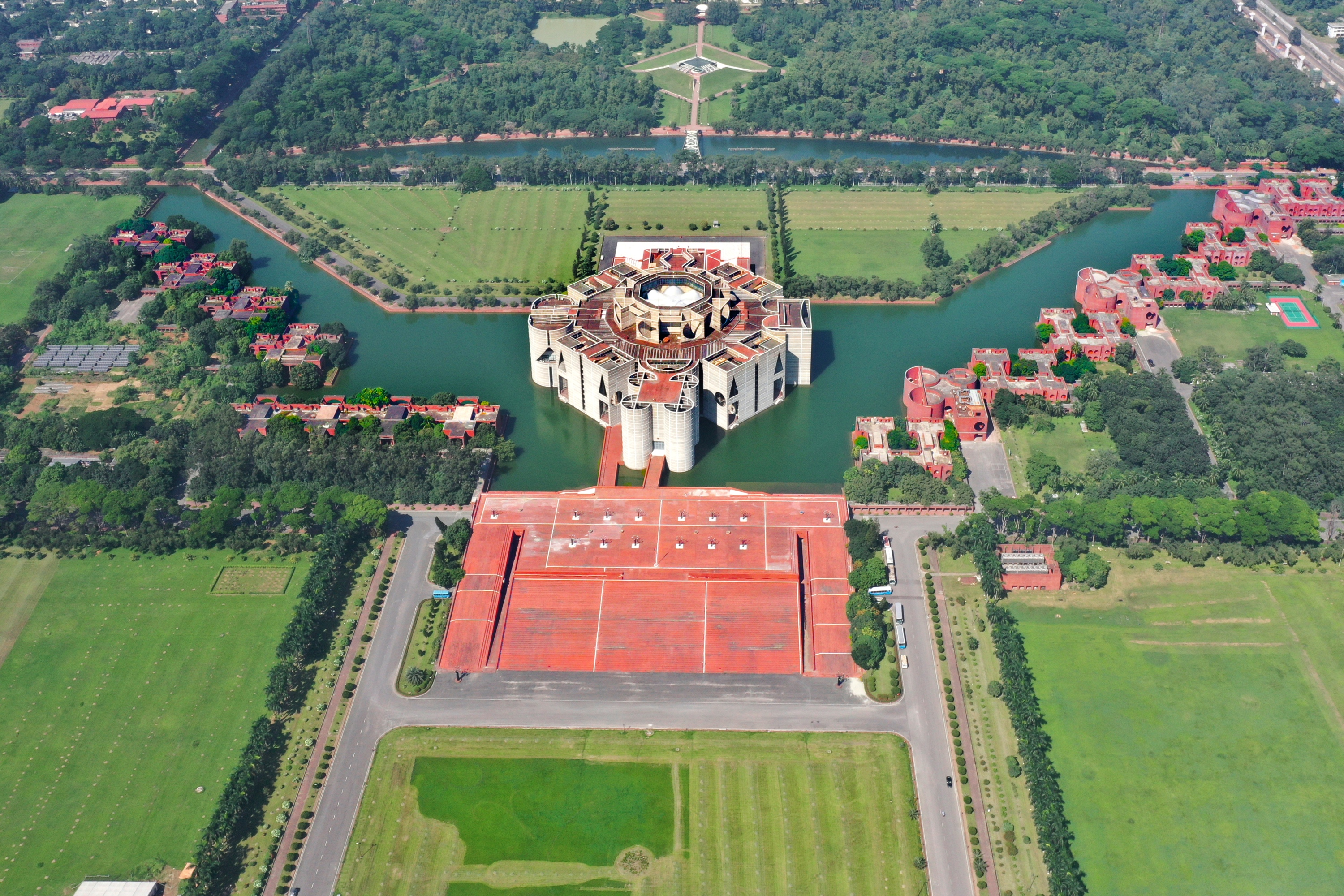

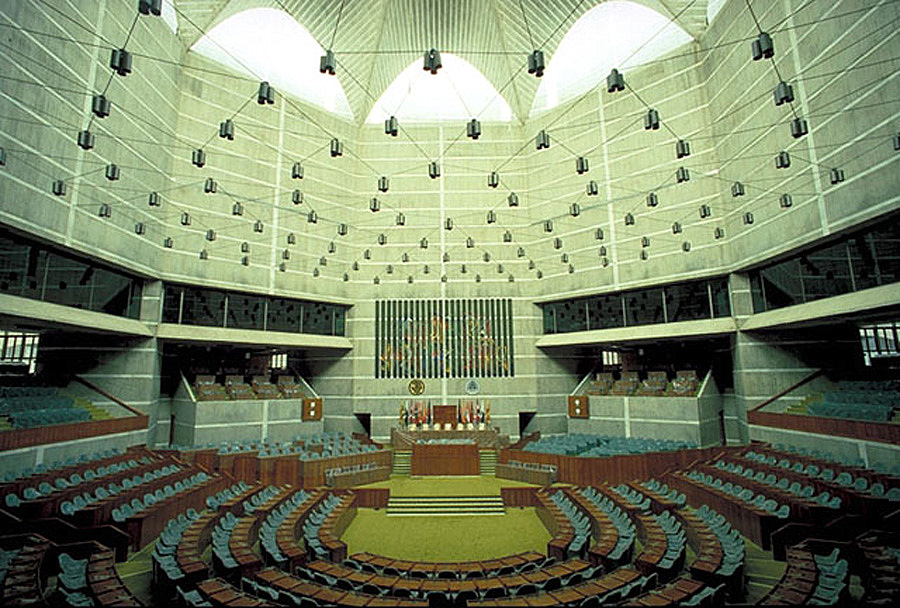